# Kare-kare

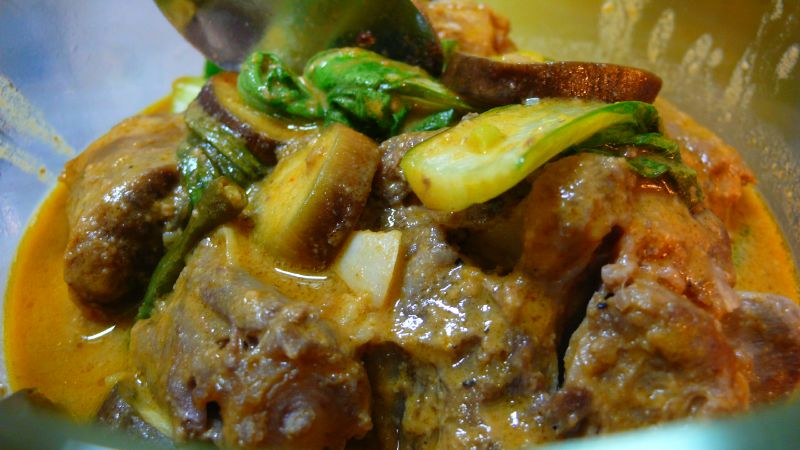
Un cuenco de kare-kare.

El kare-kare es un estofado filipino hecho de un caldo de cacahuete con diversas verduras, rabo de toro y ocasionalmente casquería o tripa. La carne puede cambiarse por cabra o (raramente) pollo. A menudo se come con bagoong (pasta de gamba), a veces con chiles, y rociado con jugo de calamondina. Tradicionalmente las fiestas filipinas (especialmente en la región de Pampanga) no están completas sin el kare-kare.

## Historia
Hay varias historias sobre el origen de este relativamente inusual pero distintivo plato filipino. Una es que procede de Pampanga. Otra, que tiene su origen en los majestuosos platos de la élite mora que una vez se estuvo establecida en Manila antes de la llegada de los españoles (curiosamente, en Sulú y Tawi-Tawi el kare-kare sigue siendo un plato popular).

## Descripción
Se cortan el rabo de toro con piel en trozos unos 5 cm de largo, y se cuece la tripa hasta ablandarla. A veces se añaden trozos de manitas de ternera o carrillada. Cuando la carne está tierna, la sopa se vuelve gelatinosa, añadiéndose maní tostado y molido (o mantequilla de maní) y arroz glutinoso tostado molido para espesarla. Se usa achuete (achiote) para darle color. Las verduras típicas del kare-kare incluyen capullos tiernos de plátano (puso ng saging), berenjena, judías largas y pechay (pak choi). El kare-kare se sirve a menudo caliente con un bagoong alamang (pasta de gamba salada salteada) especial.